# 第1回立法院議員総選挙

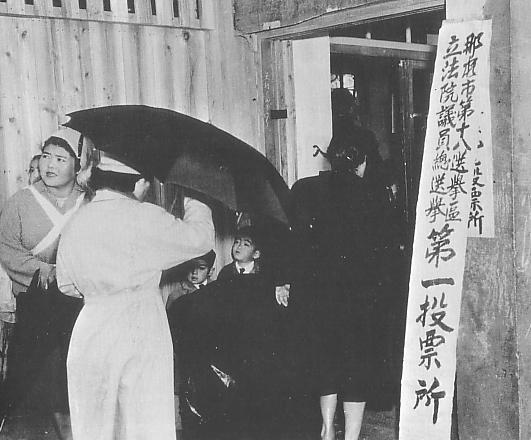
投票の様子

第1回立法院議員総選挙（だい1かいりっぽういんぎいんそうせんきょ）は、1952年3月2日に行われた、琉球政府の立法院議員選挙である。選挙の対象地域に奄美群島を含んでいた唯一の立法院議員選挙である。

## 選挙データ

### 公示日
- 1952年1月16日

### 投票日
- 1952年3月2日

### 議席数
- 31議席

### 選挙制度
- 中選挙区制

### 有権者数
- 479,546人
（男性：208,587人、女性：270,559人）

### 立候補者数
- 60人

## 主な争点
沖縄戦後6年が経過し、混乱していた人心も漸く落ち着きを取り戻してきた。早急なる本土復帰が争点になった。

## 選挙結果

### 投票率
- 86.1%

### 党派別獲得議席
- 沖縄社会大衆党 - 12議席
- 沖縄人民党 - 1議席
- 宮古革新党 - 1議席
- 無所属 - 17議席

## 議員

### 当選者
沖縄社会大衆党   沖縄人民党   宮古革新党   無所属 
| 第1区                          | 中江実孝   | 川井順英   | 肥後吉次 | 勝美代治   | 平川国高 |          |  |  |  |
| 第2区                          | 藤村前吉   | 平山源宝   | 吉岡為良 |            |          |          |  |  |  |
| 第3区                          | 兼次佐一   | 山川宗道   | 新里銀三 | 幸地新蔵   | 湖城其章 |          |  |  |  |
| 第4区                          | 当山真志   | 桃原亀郎   | 新垣金造 | 平良幸市   | 天願朝順 | 石原昌淳 |  |  |  |
| 第5区                          | 瀬長亀次郎 | 護得久朝章 | 平良辰雄 |            |          |          |  |  |  |
| 第6区                          | 玉城泰一   | 宮城久榮   | 上原永盛 | 佐久本嗣矩 |          |          |  |  |  |
| 第7区                          | 西原雅一   | 与儀達敏   | 前里秀栄 |            |          |          |  |  |  |
| 第8区                          | 大浜國浩   | 安里積千代 |          |            |          |          |  |  |  |
| 出典：琉球政府立法院の立法活動 |            |            |          |            |          |          |  |  |  |

#### 特別選挙
| 年                   | 月日    | 選挙区 | 当選者       | 所属政党       | 欠員     | 所属政党       | 欠員事由 |
| -------------------- | ------- | ------ | ------------ | -------------- | -------- | -------------- | -------- |
| 1952年               | 8月24日 | 第1区  | 中村安太郎   | 沖縄人民党     | 平川国高 | 無所属         | 当選無効 |
| 1953年               | 4月1日  | 第4区  | 天願朝行     | 無所属         | 天願朝順 | 無所属         | 死亡     |
| 1953年               | 4月25日 | 第3区  | 仲原英通     | 沖縄社会大衆党 | 幸地新蔵 | 沖縄社会大衆党 | 死亡     |
| 1953年               | 5月31日 | 第4区  | 立候補者なし | -              | 天願朝行 | 無所属         | 当選無効 |
| 1953年               | 6月3日  | 第4区  | 城間盛茂     | 無所属         | -        | -              | 再選挙   |
| 出典：沖縄戦後選挙史 |         |        |              |                |          |                |          |

## 備考・脚注
1. ↑  次点候補者だった中村安太郎より、第1選挙区内の笠利村で不正投票があったとの告発がなされ、調査の結果、未成年者による投票などの不正事実が明るみにされ、笠利村における選挙が一部無効となったことによる。
2. ↑  1953年4月14日、米国民政府によって当選取消し。1946年に志喜屋孝信が琉球民政府知事に就任したことを祝賀する酒を作るため、村長として食糧の特配を受けたことが、軍裁判所から45日間の軍労働の判決を申し渡されていたことが、立法議員の失格条項（破廉恥罪）に該当するとされた。しかし、米国民政府による天願の当選無効決定に対し、立法院は第4選挙区の補欠選挙は合法的で有効であり、再選挙の必要は無いとして、立法院で「選挙無効の布告取消し請願決議」を行い、併せて再選挙に候補者は出さないことを決定。立候補者及び推薦届出が無く、投票は実施されず。
3. ↑  城間が無投票当選。当初、城間以外に奥田巌も出馬していたが、後に奥田が立候補を辞退したため、無投票当選となった。